# Ареф'єва Ольга Вікторівна
Ольга Вікторівна Ареф'єва (21 вересня 1966 року, Верхня Салда, Свердловська область, РРФСР, СРСР) — російська співачка, музикантка та поетеса, авторка та лідерка гурту «Ковчег». Написала більше 400 пісень, видала 15 музичних альбомів, за свої вірші у 1998 отримала літературну премію журналу Знамя.
Її поезію літературознавці описали як поєднання реалізму та містики, можливо, натхненну абсурдизмом Даниїла Хармса або магічним реалізмом Габріеля Маркеса.

## Життєпис
Народилася на Уралі, в місті Верхня Салда Свердловської області 21 вересня 1966.
У 1983 році переїхала до Свердловська. Вступи на фізичний факультет Уральського державного університету, через два роки втупила в Свердловське музичне училище імені П. І. Чайковського на естрадний вокалу, після чого залишила університет.
З 1990 року живе в Москві, де створила групу «Ковчег». Різні склади носили або носять назви «Електричний Ковчег» «Акустик-Ковчег», «Блюз-Ковчег», «Рояль-Ковчег», «Реггі-Ковчег» і «Шансон-Ковчег» в залежності від стилю виконуваної музики, учасником всіх складів крім самої Ольги є віолончеліст і клавішник Петро Акімов.
У 1995 році закінчила інститут ім. Гнєсіних по класу естрадного вокалу, де навчалася у Льва Валеріановича Лещенко.
У 2004 році вона почала доповнювати свої концерти театральною групою «Калімба». У 2008 році вона видала науково-фантастичну книгу «Смерть та пригоди Єфросинії Прекрасної», яка здобула літературну премію. Є членом російських спілки письменників.

## Дискографія
- 1991 — А і Б Ковчег (1991)
- 1992 — Блюз-Ковчег
- 1993 — Аку-Аку
- 1994 — Концерт в клубі «Не бий копитом»
- 1994 — Акустик-Ковчег
- 1994 — Reggae-Ковчег. Концерт в клубі SEXTON FOZD
- 1995 — Батакакумба
- 1997 — Дівчинка-скерцо
- 1998 — Сторона Від
- 1999 — Божого корівка
- 1999 — Дзвіночки (записаний в 1993—1994)
- 2000 — Реггі лівої ноги (записаний в 1994—1999)
- 2001 — Анатомія
- 2002 — Перший офіційний mp3-збірка (альбоми «Батакакумба», «Дівчинка скерцо», «Сторона Від», «Дзвіночки», «Реггі лівої ноги»)
- 2003 — Відеоантологія (Два CD)
- 2004 — Листи метеликів (збірник записів 2002—2003)
- 2004 — Кон-Тікі
- 2005 — Крутиться-крутиться
- 2006 — А і Б
- 2007 — Смерть і пригоди Єфросинії Прекрасної
- 2007 — Другий офіційний mp3-збірка (альбоми «Божа корівка», «Анатомія», «Листи метеликів», «Кон-Тікі» і «Крутиться-крутиться»)
- 2008 — Каліграфія (CD + DVD) (збірник записів 2006—2008)
- 2010 — Авіатор
- 2011 — Сніг
- 2012 — Хвоіні
- 2013 — Театр
- 2015 — Час назад
- 2016 — Джейн
- 2016 — Глина
- 2017 — Ангел і дівчинка
- 2017 — Тріптіц
- 2018 — Іяо
- 2020 року — Хіна